# 大松繁
大松 繁（おおまつ しげる、1946年12月16日 - ）は、愛媛県出身の日本の電子情報工学・システム工学者。大阪府立大学名誉教授。元大阪工業大学および徳島大学教授。工学博士（大阪府立大学）。日本学術振興会科学研究費委員会元専門委員。文部科学省科学研究費専門委員会元委員。システム制御情報学会2007会長。計測自動制御学会フェロー・元理事。電気学会フェロー・電子・情報・システム部門2007副部門長。スペインのITイノベーション研究機関AIR Instituteテクニカルアドバイザー。元Springer Lecture Notes on Distributed Computation and Artificial Intelligence Editor。 元大阪産業技術研究所・大阪商工会議所との共同推進機関OIT-P（Osaka Industrial Technology Platform; 地域産業技術プラットフォーム）のメンバー。
専門は、知能情報学、制御工学・システム工学（特にニューラルネットワーク・信号処理）。

## 経歴
1965年愛媛県立松山南高等学校卒業。1971年大阪府立大学（現：大阪公立大学）大学院工学研究科電子工学専攻修士課程修了。1974年同大学院工学研究科電子工学専攻博士課程修了、工学博士（大阪府立大学）。徳島大学工学部助教授などを経て、1988年同学部知能情報工学科教授。1995年大阪府立大学工学部情報工学科教授。2000年同大学院工学研究科電気・情報系専攻情報工学分野教授。2005年同大学院知能情報工学分野教授。2010年同大学名誉教授。同年、大阪工業大学工学部に着任し、電子情報通信工学科（現：電子情報システム工学科）教授。2016年大阪工業大学電子クラブ役員（書記）。2017年同大学ロボティクス＆デザイン工学部システムデザイン工学科教授。2019年大阪工業大学退官。
特に、ニューラルネットワーク関連の研究活動において、国際会議で発表・受賞（ICCIIDT2016論文賞、IAAM Sensors and Actuators Award 2018）するなど、大阪工業大学の電子情報工学・システム工学の国際的プレゼンスの向上に貢献した。退官後は広島大学デジタルものづくり教育研究センター特任教授も務めた。
主な所属学会は、IEEE、システム制御情報学会、計測自動制御学会、電気学会、信号処理学会。

## 主な著書
- 自動制御ハンドブック（共著、オーム社1983、学術書）
- 信号処理の基礎と応用（共著、日新出版1979、学術書）
- 数理統計の基礎と応用（共著、日新出版1980、学術書）
- 確率システム理論III応用編（共著、朝倉書店1982、学術書）
- わかる情報理論（共著、日新出版1982、学術書）
- 最適制御系の設計・基礎・応用（共著、アイ・エヌ・ジー出版部1993、学術書）
- 嗅覚ディスプレイ（共著、フレグランスジャーナル社2008、学術書）
- ヒューマンインタフェースのための計測と制御（共著、シーエムシー出版2009、学術書）
- システム同定（共著、コロナ社2017、学術書）

## 主な受賞
- 新技術開発財団市村学術賞・功績賞(1995)[8]
- 船井情報科学振興財団 船井情報科学振興賞(2001)
- 文部科学大臣表彰科学技術賞(2011)「ニューラルネットワークによる認識と制御の知的高度化の研究」[9]
- 電気学会電気学術振興賞・進歩賞(2011)「香りセンサと香り計測装置および電子調香師の開発」[10]
- 国際会議ICCIIDT(International Conference on Change, Innovation, Informatics and Disruptive Technology) 2016論文賞[11]
- IAAM(国際先端材料研究機構) Sensors and Actuators Award 2018（ストックホルム） 「先端的ニオイ計測と知的識別法の研究」: 日本の大学研究者ではIAAM Congresses 2018で東京大学と大阪工業大学からのみ受賞[12][13]

## 主な研究
- 人工知能による高精度な電子鼻の作製と移動ロボットの鼻への応用
- 新たな香りセンサを用いた電子調香師の構築と香り制御による快適空間の創生
- 画像・音響・香り情報が意思決定に及ぼす影響の定量的考察
- 匂い情報処理の高度化ためのQCM匂い計測装置の開発と匂い情報処理への応用
- 知的信号処理による匂いの識別・合成・通信手法の構築
- 進化型ニューラルネットワークによる知的学習制御系の設計
- ニューロコントローラの設計とプロセス制御への応用

特に、香りセンサー研究において、オープンイノベーションを通して、2017年コニカミノルタと共同開発した世界初のニオイ見える化チェッカー 「Kunkun body（クンクン ボディ）」 は国内外の多くのメディア（NHKワールド、英デイリーメール、米ウォールストリートジャーナルなど）に紹介され、注目を浴びた。
主な国際会議での発表は、 
- The 9th International Conference on Extreme Learning Machines(ELM2018)  (シンガポール) ：「Smell classification of human body by learning quontization」
- IEEE International. Conference on Artifial Intelligence 2018 (マレーシア) ：「Feature extraction from spectal images of bills」
- International Association of Advanced Materials (IAAM) 2018 (スウェーデン) ：「Odor Sensing and Classification」